# District XVII van Boedapest
District XVII of Rákosmente is een district aan de oostkant van Boedapest.

## Wijken

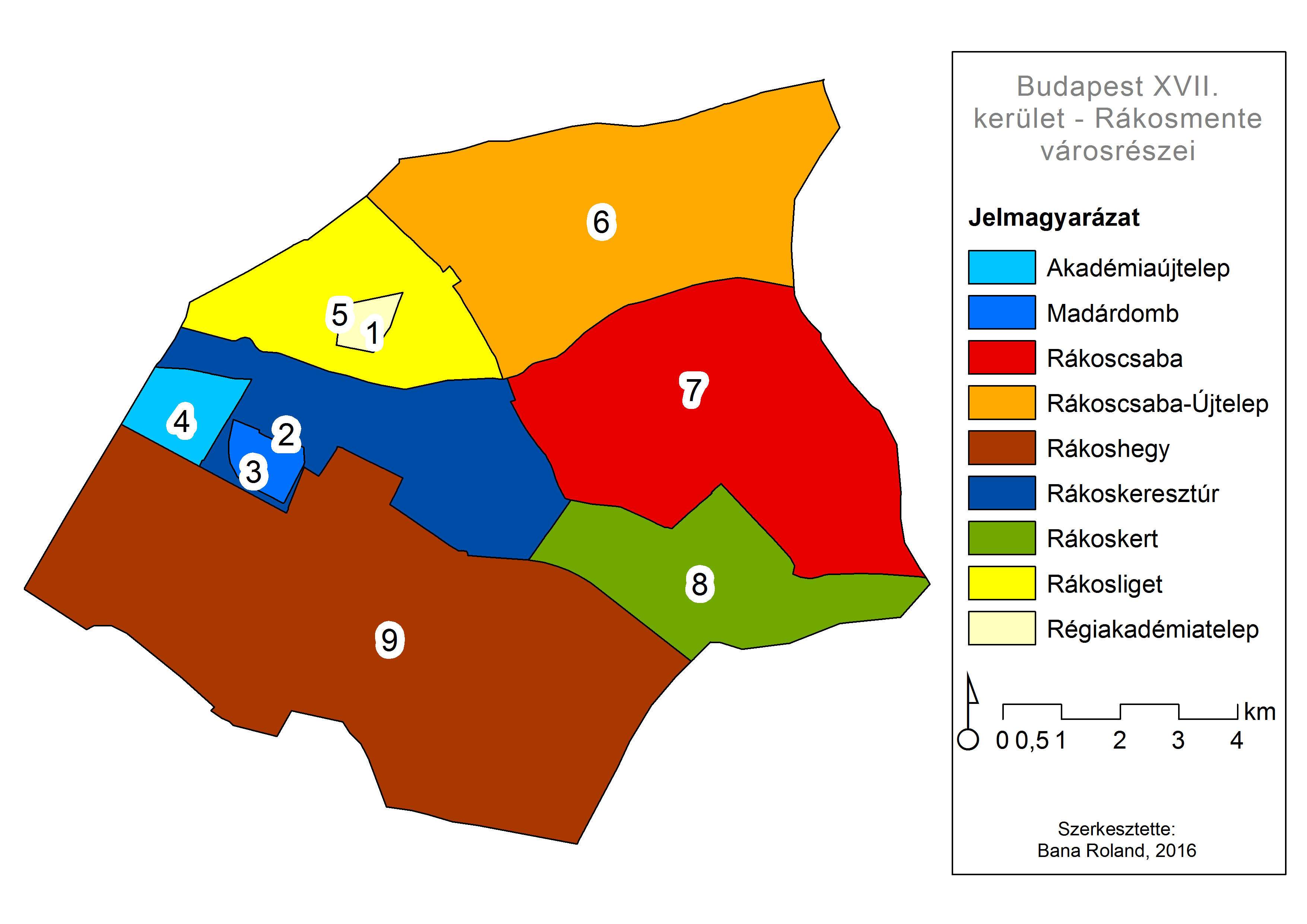

| 1. Régiakadémiatelep 2. Rákoskeresztúr 3. Madárdomb 4. Akadémiaújtelep 5. Rákosliget 6. Rákoscsaba-Újtelep 7. Rákoscsaba 8. Rákoskert 9. Rákoshegy |

## Geschiedenis
Het district werd op 1 januari 1950 opgericht met de oprichting van de onafhankelijke grote gemeenschappen Rákoscsaba, Rákoshegy, Rákoskeresztúr en Rákosliget.

## Bezienswaardigheden

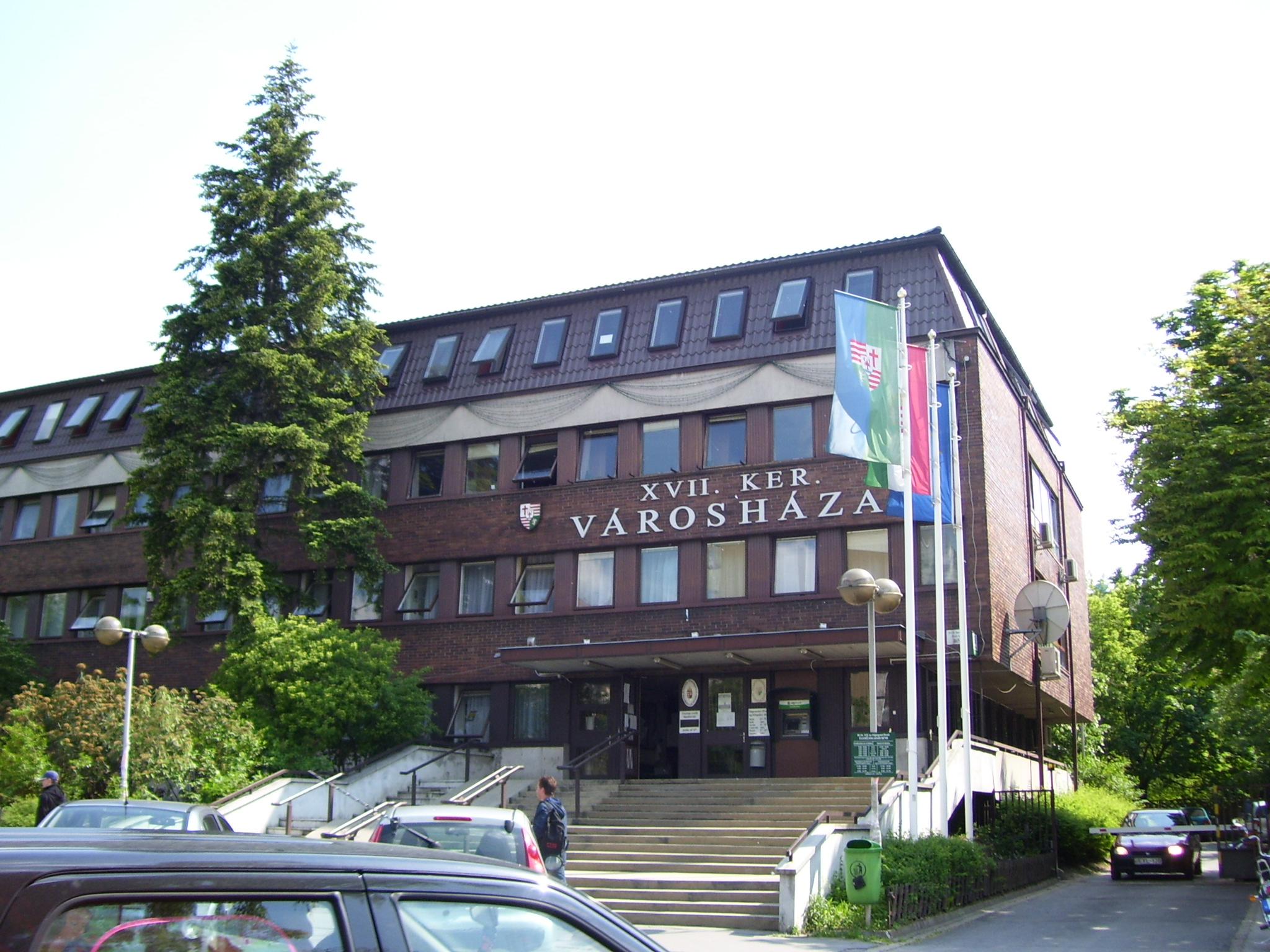
Stadhuis
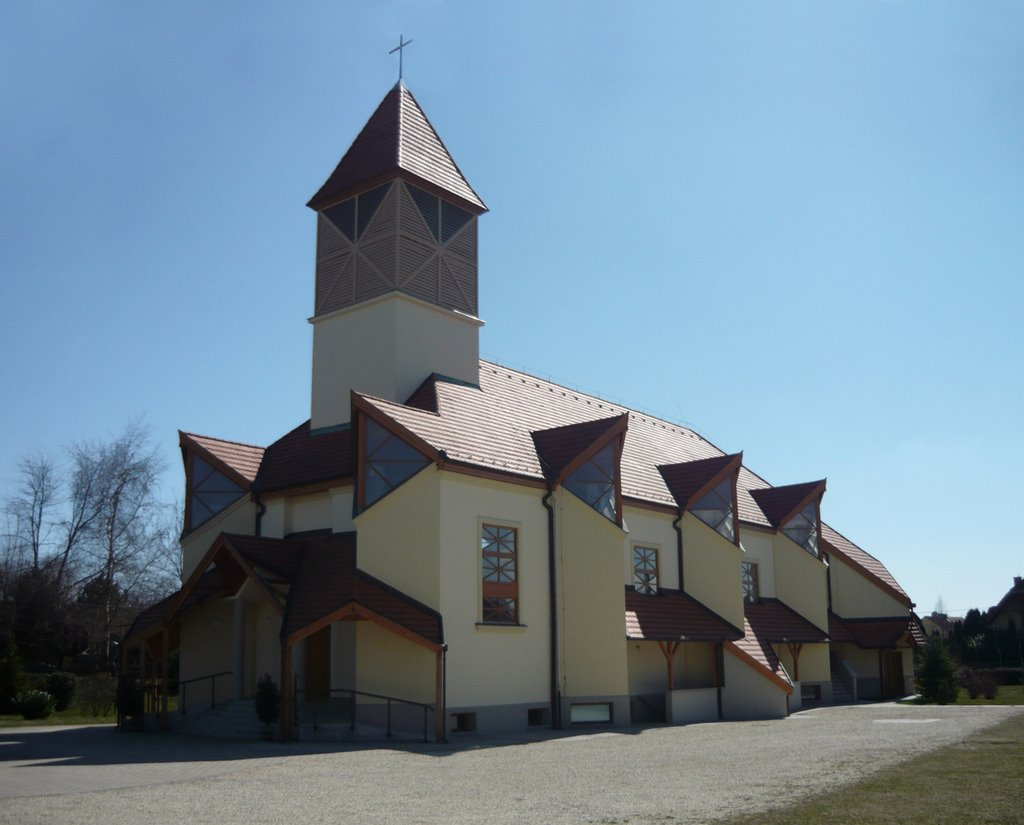
Madardomb: kerk
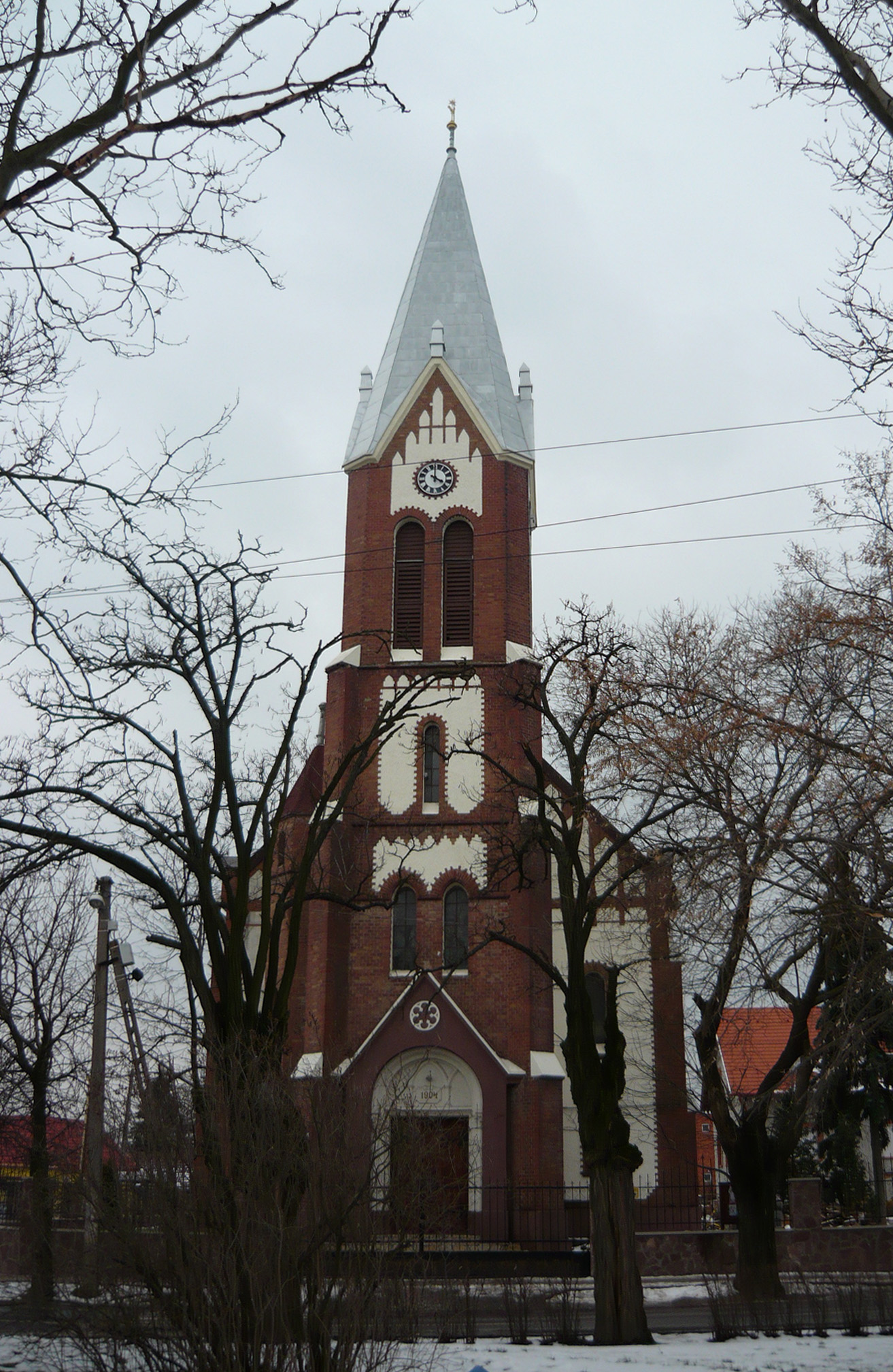
Rakoscsaba: kerk
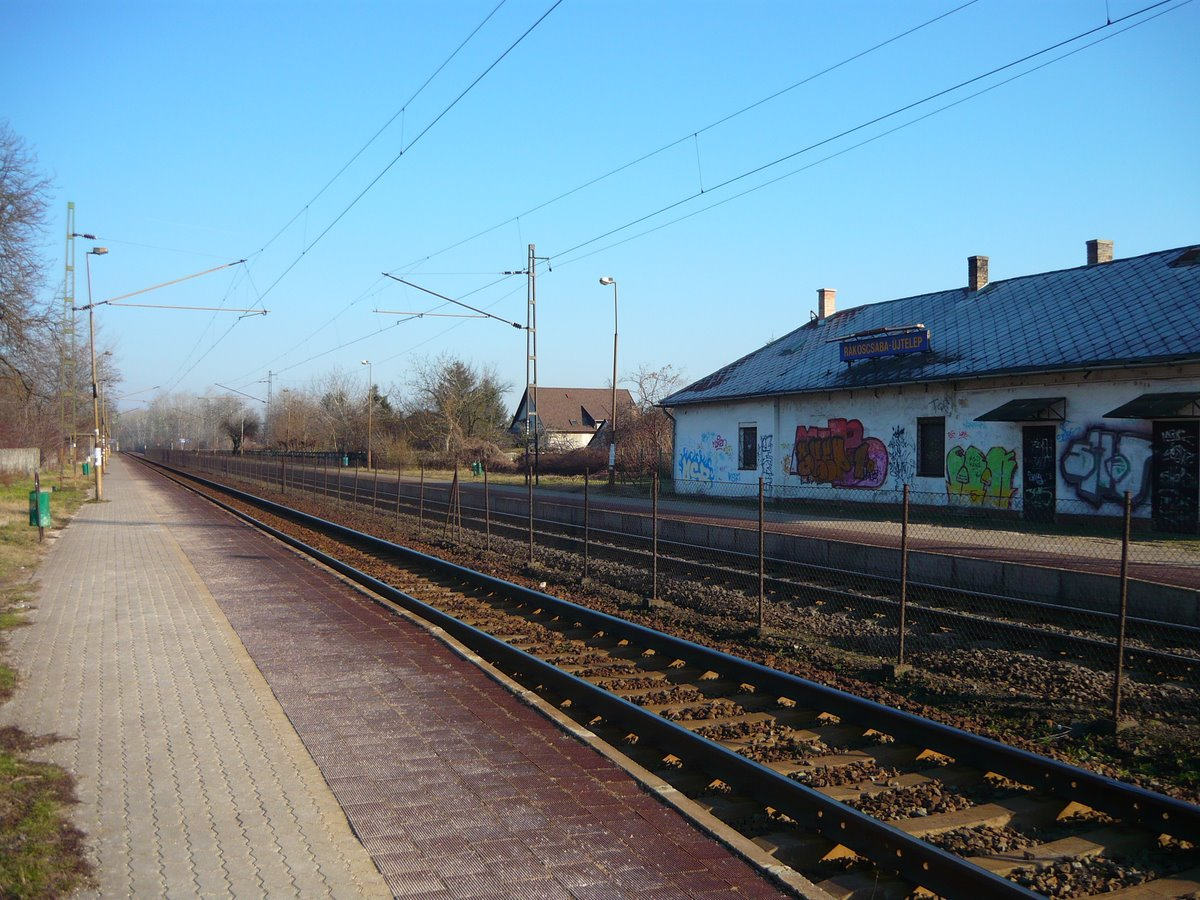
Spoorweghalte Rákoscsaba-Újtelep
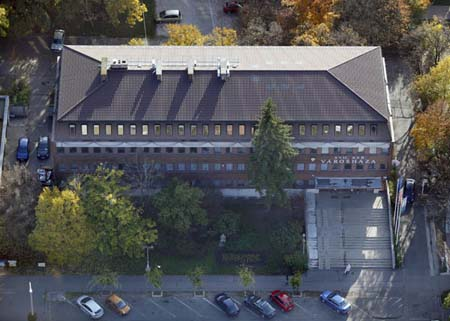
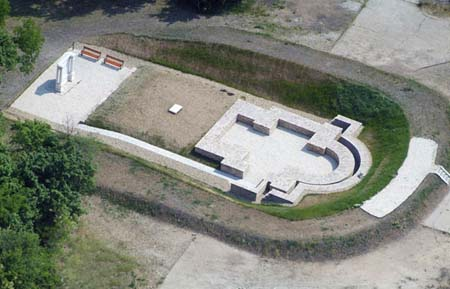
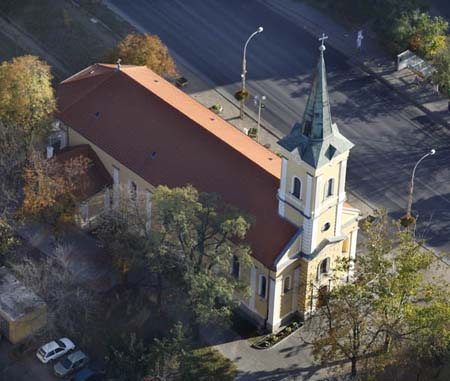
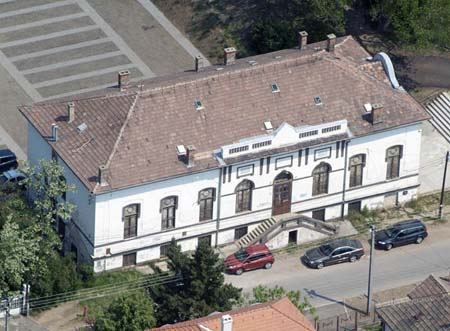
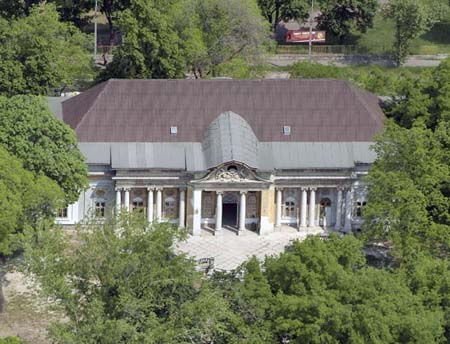
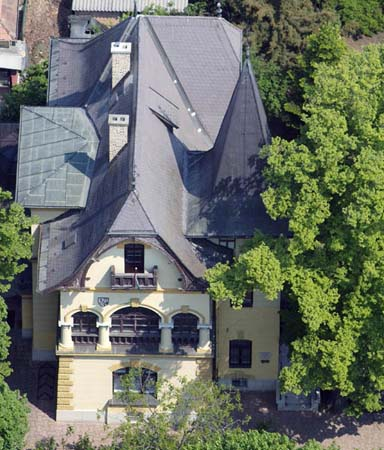
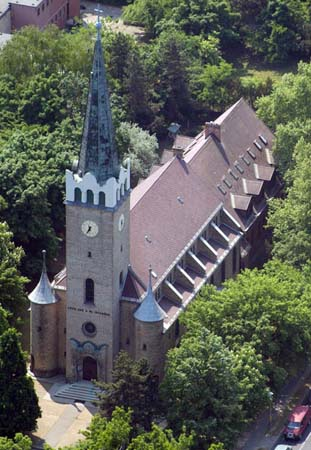
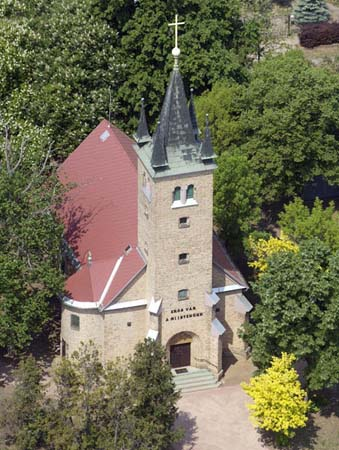
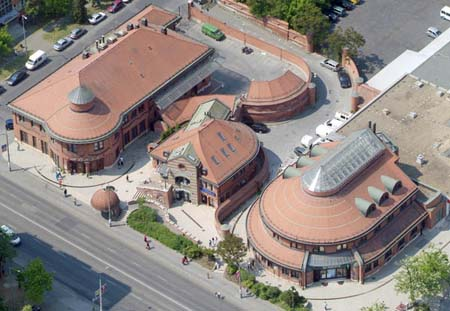
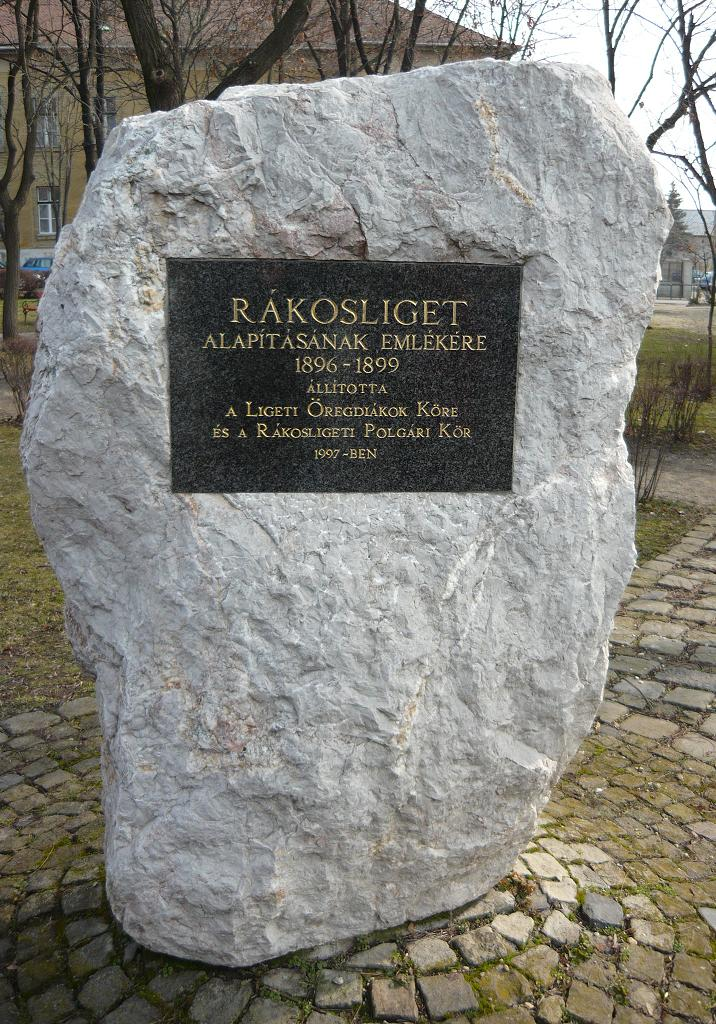

## Partnerschappen
- Gyergyószentmiklós,[2]Roemenië
- Lovran,[2] Kroatië
- Krosno (district),[2][3] Polen